# Daniela Panetta
Daniela Panetta (Milano, 22 ottobre 1968) è una cantante, compositrice e arrangiatrice italiana.

## Biografia
Dagli anni ‘90 svolge attività concertistica in formazioni diverse, dal duo alla big band, con progetti musicali che spaziano dal jazz tradizionale a quello contemporaneo e alla musica d'autore. Si esibisce in noti club del territorio nazionale ed europeo ed è presente in numerosi jazz festival internazionali: Umbria Jazz, Novara jazz festival, Bruxelles Jazz Fest, Tunisi Jazz, Falaut – Festival Internazionale del Flauto, Ramatuelle Fest, S. Remo Blues, Verona Jazz. Si è esibita inoltre in noti teatri come il Teatro Rex (Parigi), la Philharmonie (Berlino), Teatro Smeraldo (MI), Teatro Romano (VR), Teatro Regio (TO), Teatro Sistina (RO) e Teatro Ariston (S. Remo).
Nel 1992 incontra il sassofonista compositore Sandro Cerino, che le affida la realizzazione di brani musicali di sua composizione. Insieme iniziano una lunga collaborazione sia dal vivo che in studio di registrazione.
Nel 1993 è scelta dal M° Giorgio Gaslini per il quintetto vocale italiano Le Pause del Silenzio, quintetto che si aggiudicherà nel 1998 il Premio Cetra.
Nel 1994 affianca la vocalist Paola Luffarelli nel quintetto Vocaland, che propone un repertorio di jazz moderno con una sezione ritmica composta da Stefano Bassi, Roberto Piccolo e Toni Arco. Il gruppo ha un'intensa attività concertistica e partecipa a rassegne, festival e concorsi ottenendo diversi riconoscimenti sia a livello nazionale ("Summertime Jazz" – Prato, Arcore Jazz) che internazionale ("Viva il Jazz" – Teatro Smeraldo MI – 17 ottobre 1999 RAI 1).
Nel 1995 partecipa alla realizzazione della colonna sonora dello spettacolo teatrale Semaforo verde di Ariele D'Ambrosio e Sandro Cerino, registrando come voce solista e dirigendo il coro. Lo spettacolo sarà presentato al Festival Internazionale di Edimburgo.
Nel 1996 collabora con Arrigo Cappelletti, Lucio Terzano, Vittorio Marinoni alla realizzazione del progetto Fasi Comunicanti, per il quale registra un album. Con Arrigo Cappelletti forma un duo con cui esegue brani inediti del pianista compositore e dei quali firma alcune liriche. Nello stesso anno fonda con il pianista Mell Morcone il Wesuvio Swing quartet, reinterpretando i brani classici e moderni della canzone napoletana. Con lo stesso pianista rielabora e propone in trio, con Stefano Corradi ai fiati, alcuni classici della canzone d'autore italiana.
Nel 1997 svolge attività concertistica con il "Cole Porter Memories trio" accompagnata da Fabrizio Bernasconi e Lucio Terzano. La sua attività si intensifica anche in altri ambiti musicali: grazie all'incontro con Carmelo La Bionda della LaBionda Production, diventa consulente vocale del Logic Studio di Milano dove spesso collabora anche alla realizzazione di album, jingle pubblicitari e colonne sonore.
Nel 1998 fonda con il pluri-fiatista Sandro Cerino il duo Ampio Respiro, con il quale si esibisce in trasmissioni radiofoniche e televisive (Mediolanum Channel – giugno 2003, Tele Nettuno dicembre 2004), rassegne e festival jazz in Italia e all'estero. Incide inoltre il CD En Voyage con il quintetto Vocaland, co-firmando due brani con Richard Galliano e Carla Bley. Nel 1999 il chitarrista compositore Antonio Scarano le affida la realizzazione di brani di sua composizione e successivamente la coinvolge nel trio Vesuview Jazz, trio che propone su arrangiamenti dello stesso Scarano una rilettura in chiave jazz di brani della tradizione napoletana.
Nel 2000 è chiamata da Paolo Conte a incidere come vocalist l'album Razmataz e a partecipare alla relativa tournée internazionale. Nello stesso anno viene scelta dalla casa discografica WEA come vocal-coach della rockstar Anthony Kiedis. Nel 2001 è finalista con Vocaland al concorso nazionale Massimo Urbani (Urbisaglia – MC). Nel 2002 svolge attività concertistica con un progetto dedicato a Billie Holiday. Al progetto partecipano Fabrizio Bernasconi, Roberto Piccolo e Massimo Pintori.
Nel 2003 realizza in qualità di voce solista e corale l'opera contemporanea Metrò Nivasci sulla musica di Antonio Scarano e i testi di Gianvito Pezzella. Nel 2004 partecipa con Ampio Respiro a rassegne jazz, trasmissioni televisive (RAI SAT Nettuno RAI 2) e festival jazz (Rivoltainmusica Jazz, Falaut - Festival Internazionale del Flauto).
Nel 2005 è chiamata dalla Art Simposia of New York in qualità di insegnante di canto jazz della classe intermedia e assistente alla master class del workshop estivo di improvvisazione tenuto da Michele Hendricks a Spoleto, durante il quale si esibisce anche nell'ambito del festival Spoleto Estate con il progetto Ampio Respiro. Lo stesso anno realizza inoltre per Radio SNJ un'intervista video, presso il Blue Note di Milano, a Jon Hendricks sulla storia del vocalese e dello scat.
Nel 2006 incide l'album di brani inediti Un soffio soltanto del pianista compositore Gianmario Liuni, con il quale si esibisce in Italia con una sezione ritmica formata da Tito Mangialajo, Alessio Pacifico, Sandro Cerino, Giulio Visibelli ed Elio Marchesini.
Nel 2007 esce il CD Ampio respiro, con cui Daniela Panetta partecipa al Festival Suonintorno di Bergamo e al Lagarina Jazz Festival ad Ala di Trento. Il 5 ottobre 2007 il duo partecipa in diretta Radio 3 nella trasmissione La stanza della musica. Sempre con Ampio Respiro presenta il progetto a favore dell'Unicef Schegge su testi di Ivano Malcotti e incide l'omonimo CD su Q disc al Museo S. Agostino di Genova.
Nel 2008 è voce protagonista dell'opera teatrale jazz Il giorno della memoria, di cui firma alcune composizioni e gli adattamenti vocali dei testi di Ivano Malcotti sulla composizione musicale e la regia di Sandro Cerino. Al pianoforte il pianista compositore Mell Morcone. Lo stesso anno si esibisce durante la rassegna Spoleto Estate nel concerto Faculty con Harold Danko, Jerry Dodgion, Michèle Hendricks, Guido Di Leone, CJ Everett e Giuseppe Bassi.
Nel 2009, in occasione della ricorrenza del 50º anno dalla scomparsa di Billie Holiday, promuove un tributo in suo onore con Fabrizio Bernasconi (piano), Roberto Piccolo (c/basso) e Massimo Pintori (batteria). Si esibisce inoltre durante la rassegna Spoleto Estate nello spettacolo teatrale Non avevano cravatte con Marco Di Battista al piano, Cristian Panetto al sax e C.J. Everett alla batteria.

## Discografia

### Cantante e compositrice
- 1996 – Fasi comunicanti (Modern Times)
- 1998 – En Voyage (con Paola Luffarelli, Caligola)
- 2006 – Ampio Respiro (con Sandro Cerino, Splasc(h))
- 2007 – Schegge (con Ivano Malcotti e Sandro Cerino, Edizioni Curci)

### Cantante
- 1995  – Dove portano i campi di fianco alle autostrade (con Sandro Cerino, Mingus Live Production)
- 1997 – Mr O (con Giorgio Gaslini, Soul Note)
- 1999 – Percorsi obbligati (con Michele Franzini, Panastudio Production)
- 2000 – Razmataz (con Paolo Conte, CGD East West)
- 2002 – Grief in New York (con Domenico Lafasciano, VideoRadio)
- 2003 – Reveries (con Paolo Conte, CGD)
- 2003 – Indaco e sabbia (con Roberto Durkovic, Storie di note)
- 2003 – Testimone (con Massimo Priviero, XYM)
- 2003 – Pienezza (con Ta Matete Living Music, Art'è)
- 2006 – Un soffio soltanto (con Gianmario Liuni, Advice Music)
- 2006 – Scimmie 25 anni (Pubblicazioni Edel)

## Pubblicazioni
- Daniela Panetta e Giuseppina Cortesi, I segreti della voce - Canto jazz e canto lirico a confronto, Aracne, 2016, ISBN 9788854889170.
- Daniela Panetta, Sete di voce - Piccoli sorsi per attenuarla, Bookness, 2021.